# Самонов, Владимир Иванович
Владимир Иванович Самонов (1924 — 2010) — советский военный деятель, организатор испытаний ракетно-космической техники, участник подготовки испытания первого искусственного спутника Земли (1957) и Первого пилотируемого космического корабля «Восток» (1961), генерал-майор-инженер (1972). Главный инженер ГУКОС МО СССР (1967—1980). Лауреат Государственной премии СССР (1971).

## Биография
Родился 27 декабря 1924 года в деревне Жуково Ивановской области.
В 1941 году призван в ряды РККА и направлен в полковую школу Дальневосточного фронта, по окончании которой служил в 14-м узле связи Военно-воздушных сил в должности радиста. С 1942 года после окончания Курсов усовершенствования командного состава войск связи РККА служил в 10-й воздушной армии в должностях: командира взвода, начальника телефонной и телеграфной станции 18-го отдельного батальона связи и 10-го отдельного полка связи. С 1945 года участник Советско-японской войны в составе 14-го фронтового узла связи ВВС РККА в должности дежурного связиста .

### Послевоенная служба и образование
С 1946 по 1949 год служил в 10-й воздушной армии в должностях адъютанта заместителя командующего этой армии и дежурного связиста 10-го отдельного полка связи. С 1949 по 1955 год обучался на электротехническом факультете Военно-воздушной инженерной академии имени профессора Н. Е. Жуковского.

### Служба на Байконуре
С 1955 по 1965 год на научно-исследовательской работе в 5-м Научно-исследовательском испытательном полигоне Министерства обороны СССР (космодром Байконур) в должностях: старший инженер-испытатель и с 1955 года — руководитель 3-й лаборатории 12-го отдела, с 1956 по 1959 год — руководитель 19-й лаборатории 12-го отдела, с 1959 по 1960 год — начальник 3-й группы 11-го отдела, с 1960 по 1962 год — заместитель начальника 11-го отдела 1-го управления, с 1962 по 1964 год — начальник 1-го отдела 1-го инженерно-испытательного управления, с 1964 по 1965 год — заместитель начальника 1-го инженерно-испытательного управления по испытаниям ракет на низкокипящих окислителях. В. И. Самонов принимал участие в подготовке и проведении запусков первой двухступенчатой межконтинентальной баллистической ракеты «Р-7», в запусках первых спутников, в том числе в 1957 году принимал участие в подготовке к запуску и в запуске первого искусственного спутника Земли и в 1961 году входил в состав боевых расчётов на стартовой позиции при запусках первого пилотируемого космического корабля «Восток» (с Ю. А. Гагариным) и «Восток-2» (с Г. С. Титовым), участвовал в подготовке ракет-носителей автоматических межпланетных станций, предназначенных для вывода в космос по лунной, венерианской и марсианской космических программах.
20 апреля 1956 года указом Президиума Верховного Совета СССР с формулировкой «за создание и принятие на вооружение ракеты Р-5М» был награждён орденом Красной Звезды. 17 июня 1961 года указом Президиума Верховного Совета СССР с формулировкой «за успешное выполнение специального задания Правительства по созданию образцов ракетной техники, космического корабля-спутника „Восток“ и осуществление первого в мире полёта этого корабля с человеком на борту» был награждён орденом Красной Звезды.

### ЦУКОС — ГУКС МО СССР
С 1965 по 1967 год служил в ЦНИИ космических средств МО СССР в должностях: начальник отдела и с 1965 по 1967 год — заместитель начальника этого центра по руководству разработкой и производством средств космического вооружения.
С 1967 по 1980 год служил в Центральном управлении космических средств Министерства обороны СССР (с 1970 года — Главное управление космических средств Министерства обороны СССР) на должности — главный инженер ГУКОС. 6 мая 1972 года постановлением Совета министров СССР В. И. Самонову было присвоено воинское звание генерал-майор-инженер. В. И. Самоновым был внесён весомый вклад в организацию эксплуатации поступавших на вооружение космических аппаратов, он был организатором изготовления и последующей эксплуатации военных разведывательных космических аппаратов «Зенит».
3 ноября 1971 года Постановлением ЦК КПСС и Совета министров СССР «за разработку и внедрение в серийное производство системы автоматических комплексов стратегической разведки, обеспечивших оперативное получение обзорной и детальной фотоинформации и радиоинформации в интересах Министерства обороны СССР» был удостоен Государственной премии СССР.
15 января 1976 года указом Президиума Верховного Совета СССР с формулировкой «за выполнение специального задания правительства СССР (выполнение программы „ЭПАС“ — совместного советского-американского космического полёта двух пилотируемых космических кораблей „Союз — Аполлон“)» был награждён орденом Трудового Красного Знамени.
С 1980 года в отставке.
Скончался 21 сентября 2010 года в Москве, похоронен на Нарофоминском кладбище.

## Награды
- Орден Отечественной войны I степени (1985)
- два Ордена Трудового Красного Знамени (1967, 1976)
- два Ордена Красной Звезды (1956, 1961)
- Медаль «За победу над Германией в Великой Отечественной войне 1941—1945 гг.»

### Премия
- Государственная премия СССР (1971)[2][1]